# Campionato africano femminile di pallacanestro 1981
Il 7º Campionato africano femminile di pallacanestro FIBA (noto anche come FIBA AfroBasket Women 1981) si è svolto in Senegal dal 5 al 13 settembre 1981.
I Campionati africani femminili di pallacanestro sono una manifestazione biennale tra le squadre nazionali, organizzata dalla FIBA Africa. Vincitore della manifestazione fu la squadra del Senegal.

## Squadre partecipanti
Gruppo A
- Senegal
- Mali
- Costa d'Avorio
- Nigeria

Gruppo B
- Zaire
- Angola
- Tunisia
- Algeria

## Turno preliminare

### Gruppo A
| Squadra        | G | V | P | PF  | PS  | DP   | P.ti |
| -------------- | - | - | - | --- | --- | ---- | ---- |
| Senegal        | 3 | 3 | 0 | 279 | 162 | +117 | 6    |
| Mali           | 3 | 2 | 1 | 203 | 208 | -5   | 5    |
| Costa d'Avorio | 3 | 1 | 2 | 205 | 231 | −26  | 4    |
| Nigeria        | 3 | 0 | 3 | 162 | 248 | −86  | 3    |

### Gruppo B
| Squadra | G | V | P | PF  | PS  | DP  | P.ti |
| ------- | - | - | - | --- | --- | --- | ---- |
| Zaire   | 3 | 3 | 0 | 259 | 191 | +68 | 6    |
| Angola  | 3 | 2 | 1 | 244 | 166 | +78 | 5    |
| Tunisia | 3 | 1 | 2 | 157 | 227 | −60 | 4    |
| Algeria | 3 | 0 | 3 | 171 | 247 | −76 | 3    |

## Fase finale

### Finale per il 1º posto
|  | Semifinali | Semifinali | Semifinali |       |         | Finale          | Finale          | Finale          |  |
|  |            |            |            |       |         |                 |                 |                 |  |
|  | Senegal    | Senegal    | 88         |       |         |                 |                 |                 |  |
|  | Senegal    | Senegal    | 88         |       |         |                 |                 |                 |  |
|  | Angola     | Angola     | 39         |       |         |                 |                 |                 |  |
|  | Angola     | Angola     | 39         |       | Senegal | Senegal         | 83              |                 |  |
|  |            |            |            |       | Senegal | Senegal         | 83              |                 |  |
|  |            |            | Zaire      | Zaire | 76      |                 |                 |                 |  |
|  | Mali       | Mali       | Zaire      | Zaire | 76      | 74              |                 |                 |  |
|  | Mali       | Mali       |            |       |         | 74              |                 |                 |  |
|  | Zaire      | Zaire      | 76         |       |         | Finale 3º posto | Finale 3º posto | Finale 3º posto |  |
|  | Zaire      | Zaire      | 76         |       |         |                 |                 |                 |  |
|  |            |            |            |       |         |                 |                 |                 |  |
|  |            |            |            |       |         | Mali            | Mali            | 71              |  |
|  |            |            |            |       |         | Mali            | Mali            | 71              |  |
|  |            |            |            |       |         | Angola          | Angola          | 83              |  |

### Finale per il 5º posto
|  | Finale 5º posto |                |    |  |
|  |                 |                |    |  |
|  | Tunisia         | Tunisia        | 70 |  |
|  | Costa d'Avorio  | Costa d'Avorio | 93 |  |

### Finale per il 7º posto
|  | Finale 7º posto |         |    |  |
|  |                 |         |    |  |
|  | Algeria         | Algeria | 32 |  |
|  | Nigeria         | Nigeria | 53 |  |

## Classifica finale
| Posizione | Squadra        | Risultati |
| --------- | -------------- | --------- |
| 1         | Senegal        | 5–0       |
| 2         | Zaire          | 4–1       |
| 3         | Angola         | 3-2       |
| 4         | Mali           | 2-3       |
| 5         | Costa d'Avorio | 2-2       |
| 6         | Tunisia        | 1-3       |
| 7         | Nigeria        | 1-3       |
| 8         | Algeria        | 0-4       |